# Pleurothyrium bilocellatum
Pleurothyrium bilocellatum är en lagerväxtart som beskrevs av Van der Werff. Pleurothyrium bilocellatum ingår i släktet Pleurothyrium och familjen lagerväxter. Inga underarter finns listade i Catalogue of Life.